# April, april
"April, april", komponerad av Bobbie Ericson och med text av Yngve Orrmell under pseudonymen Bo Eneby, är en sång som Siw Malmkvist och Gunnar Wiklund vann den svenska Melodifestivalen 1961 med. Den gavs samma år ut på EP. Framträdandet i den europeiska finalen gjordes dock med sång av Lill-Babs.

## Utgivning
"April, april" gavs ursprungligen ut på EP i mars 1961. Den marknadsfördes på omslaget som första låt på EP:n, men på själva skivetiketten står den noterad (under titeln APRIL — APRIL) som första låt på B-sidan. EP:n innehåller dessa fyra låtar:
- A1 – "Du förstår ingenting! (originaltitel: "Wedding Cake"), svensk text av Seth Inge, komposition av Addy Baron och Bernice Ross (längd: 2:20)
- A2 – "Åh, din uschling" ("Hallelujah, I Love Her So"), svensk text av Seth Inge, komposition av Ray Charles (2:09)
- B1 – "April, april", komponerad av Bobbie Ericson och med text av Bo Eneby (2:35)
- B2 – "Så kan det gå" ("Paul's Pal"), svensk text av Seth Inge, komposition av Sonny Rollins (2:38)

## Melodifestivalen och ESC
Siw Malmkvist blev 1961 för andra gången nekad att åka till Eurovision Song Contest som ägde rum i Cannes i Frankrike. Orsaken till detta var att hon under den svenska uttagningen glömde bort texten och började tralla, skratta och vissla, samtidigt som hon bad publiken att låta bli att skratta. Pressen kritiserade henne för att ha "spelat apa".
Istället fick "April, april" sjungas av Lill-Babs. Det gick inte särskilt bra för låten, som endast fick två poäng, och hamnade näst sist. Lill-Babs var i efterhand förkrossad och sade att "Det är bara knockar för Sverige, först Ingo, och sedan jag".
Från början var det tänkt att Thore Ehrling skulle dirigera det svenska bidraget, men han kunde inte ställa upp på grund av språkproblem. Istället fick William Lind rycka in, och fick i efterhand kritik för att inte ha styrt orkestern "tillräckligt hårt".

## Senare presentationer
Lill-Babs framförde låten som mellanakt i svenska Melodifestivalen 2003 och Melodifestivalen 2010.